# Марайа-Айленд

Парк Марайа-Айленд (в чёрном прямоугольнике) на карте Тасмании

Марайа-Айленд (англ. Maria Island National Park) — национальный парк, полностью занимающий одноимённый необитаемый остров и часть окружающего океана у восточного побережья острова Тасмания (Австралия).

## Описание
Парк был основан в 1972 году («заповедником» он стал годом ранее). Имеет общую площадь 115,5 км², в т. ч. 96,7 км² суши (собственно остров Марайа) и 18,8 км² океанского окружающего пространства (эти квадратные километры океана были добавлены в площадь парка в 1991 году). Перепад высот в парке составляет от 0 до 711 метров над уровнем моря. Управляется Службой парков и дикой природы Тасмании. В 2005 году парк посетили около 16 000 человек. Ближайшие населённые пункты, откуда можно добраться до парка, — Трайабанна и Орфорд, расположенные на материке (оба ок. 14 километров по прямой).
Остров, на котором расположен парк, имеет богатую историю. Европейцами он с 1820-х годов использовался как «тюрьма под открытым небом», затем здесь было развито овцеводство, шелководство и виноградарство. Позже, в 1920-х годах, здесь добывали известняк, работал цементный завод. К 1972 году, когда остров был объявлен национальным парком, правительство снесло почти все здания и сооружения, сохранившиеся на острове, чтобы снизить риск для туристов. Об исторической и архитектурной ценности некоторых из этих строений тогда никто не задумался.
На севере острова существует небольшое поселение Дарлингтон, где живут рейнджеры парка, встречают и провожают прибывающих на пароме туристов с континента. Тем не менее, официально остров Марайя считается необитаемым, так как все рейнджеры просто работают здесь посменно.

### Флора и фауна
Значительная часть острова Марайа покрыта эвкалиптовыми лесами, хотя существуют также и открытые пространства, частично естественные, а частично появившиеся в результате освоения острова. Среди деревьев встречаются шаровидные эвкалипты (Eucalyptus globulus), косые эвкалипты (Eucalyptus obliqua), Eucalyptus pulchella, миндалелистные эвкалипты (Eucalyptus amygdalina), яйцевидные эвкалипты (Eucalyptus ovata), коробочконосные эвкалипты (Eucalyptus urnigera), сердцевидные эвкалипты (Eucalyptus cordata), Eucalyptus delegatensis и другие. Также встречаются деревья и кустарники родов аллоказуарина, банксия, акация и смолосемянник.
Животный мир включает в себя как исконно тасманийские виды, так и завезённые с континентальной Австралии. Местные виды включают в себя короткошёрстных вомбатов и краснобрюхих филандеров. Кроме этого, здесь водятся австралийские ехидны, а также щёткохвостые и кольцехвостые поссумы. В конце 1960-х и начале 1970-х годов на остров были завезены восточные серые кенгуру, рыже-серые валлаби и куриные гуси (англ. Cape Barren geese). Также были завезены лани. Кроме этого, водятся бродячие кошки — потомки домашних кошек.
Из птиц на острове в изобилии водятся зеленоногие камышницы, зелёные розеллы, чёрные воро́ны-флейтисты (Strepera fuliginosa), тасманийские шипоклювки, огненногрудые петроики (Petroica phoenicea), желтолопастные серёжчатые медососы и некоторые другие виды медососовых. Часто встречаются также тасманийские петроики и бурые кустовки. Тасманийская радужная птица, одна из редчайших птиц Австралии и эндемик Тасмании, также встречается на острове. Из других редких птиц встречаются также ласточковые попугаи.
В начале 2005 года на остров были завезены тасманийские дьяволы из районов, не затронутых болезнью DFTD — «лицевая опухоль дьявола», которая развивалась с 1996 года и грозила полностью уничтожить популяцию тасманийских дьяволов к 2030—2040 году. Вывезенные на остров Марайа тасманийские дьяволы представляют собой «страховой запас» на случай, если на острове Тасмания не останется дикой популяции этих животных.

### Туризм
В районе Дарлингтона сохранился ряд исторических зданий. От первого периода каторжных поселений (1825—1832) сохранилось двухэтажное здание интендантства (Commissariat Store), построенное в 1825 году из долерита и известняка в старом георгианском стиле, а также здание тюрьмы-пенитенциария (Penitentiary). Несколько строений сохранилось также от второго периода поселений (1842—1850). От периода Бернакки (1884—1892) сохранились «кофейный дворец», «террасы Бернакки» и некоторые другие здания.
Помимо осмотра исторических построек в районе Дарлингтона, на острове Марайа есть много других туристских маршрутов. Из коротких маршрутов интересна прогулка к Фоссил-Клифс, которая занимает 1,5—2 часа. Другая прогулка примерно той же продолжительности — поход к «раскрашенным скалам» (англ. Painted Cliffs).
Интересным и живописным маршрутом является поход на гору Бишоп-энд-Клерк — 12 км в оба конца, занимает от 3 до 5 часов. Журнал Australian Traveller включил этот маршрут в число 10 лучших однодневных туристских маршрутов в Австралии.
Также популярен маршрут, ведущий на высшую точку острова — гору Марайа. Как и остальные маршруты, он тоже начинается в Дарлингтоне, занимает от 6 до 7 часов (в оба конца) и требует хорошей физической подготовки.
На острове Марайа нет автомобильного движения. По проложенным грунтовым дорогам можно путешествовать на горных велосипедах, при этом обязательно наличие шлема. По прибытии на остров требуется очистить шины велосипедов, чтобы избежать распространения фитофторы, вызывающей болезни местных растений.
На острове можно наблюдать за наземными животными и птицами, причём некоторые из них эндемичны. В морской зоне, прилегающей к острову, можно наблюдать за белобрюхими орланами, дельфинами, китами и морскими котиками. Есть возможности для сноркелинга и дайвинга.

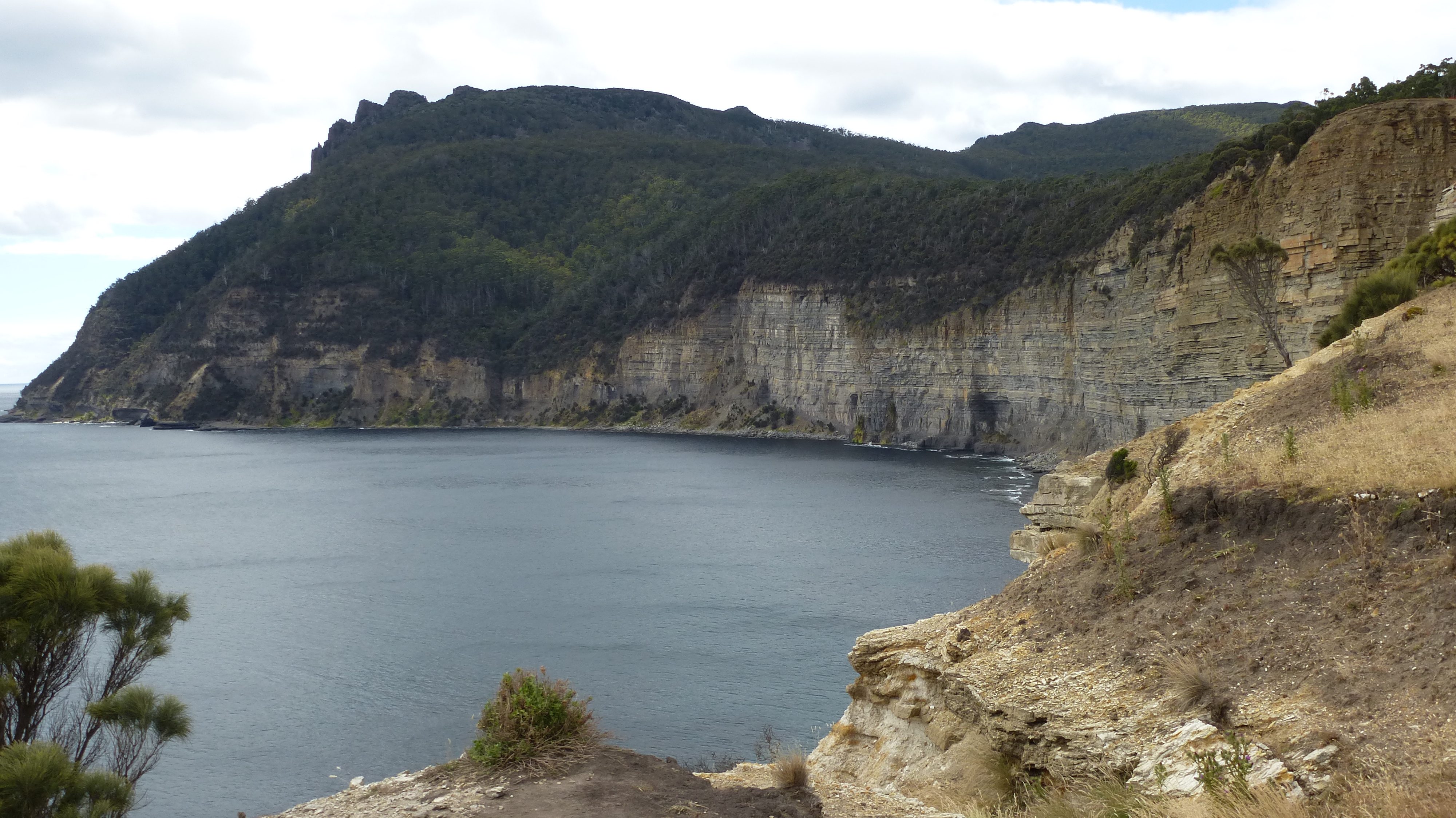
Гора Бишоп-энд-Клерк
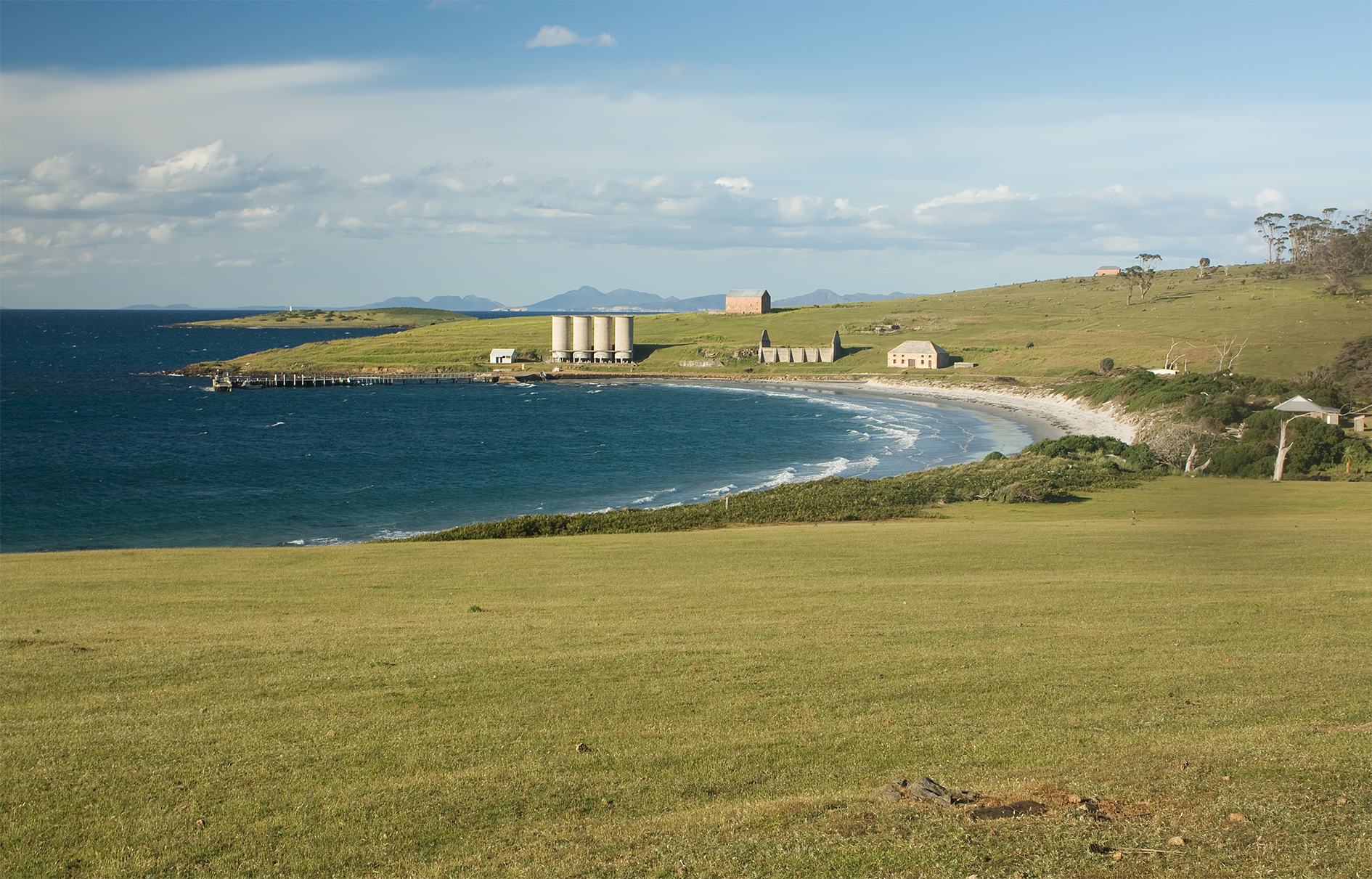
Дарлингтон
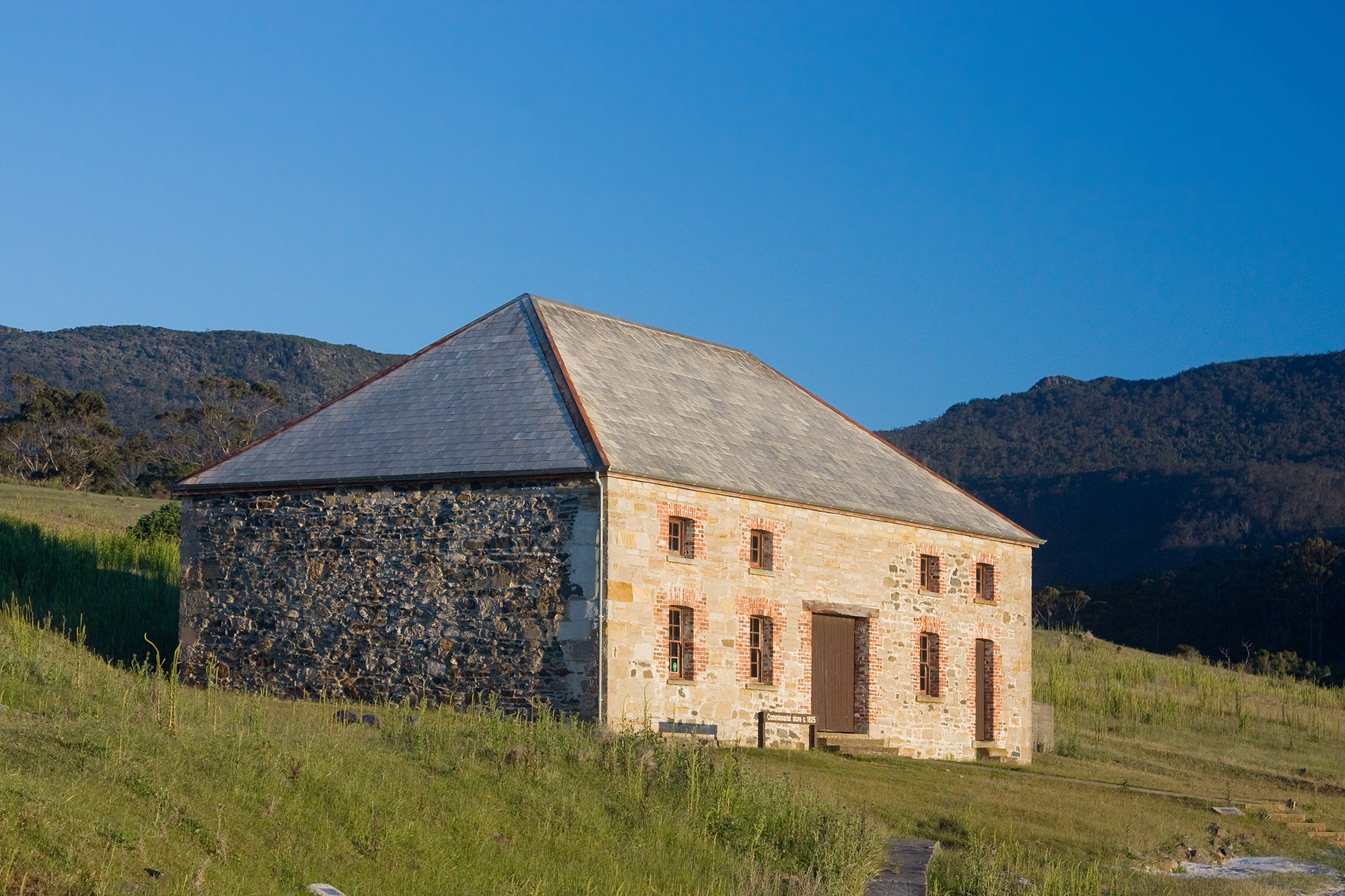
Интендантство (1825)
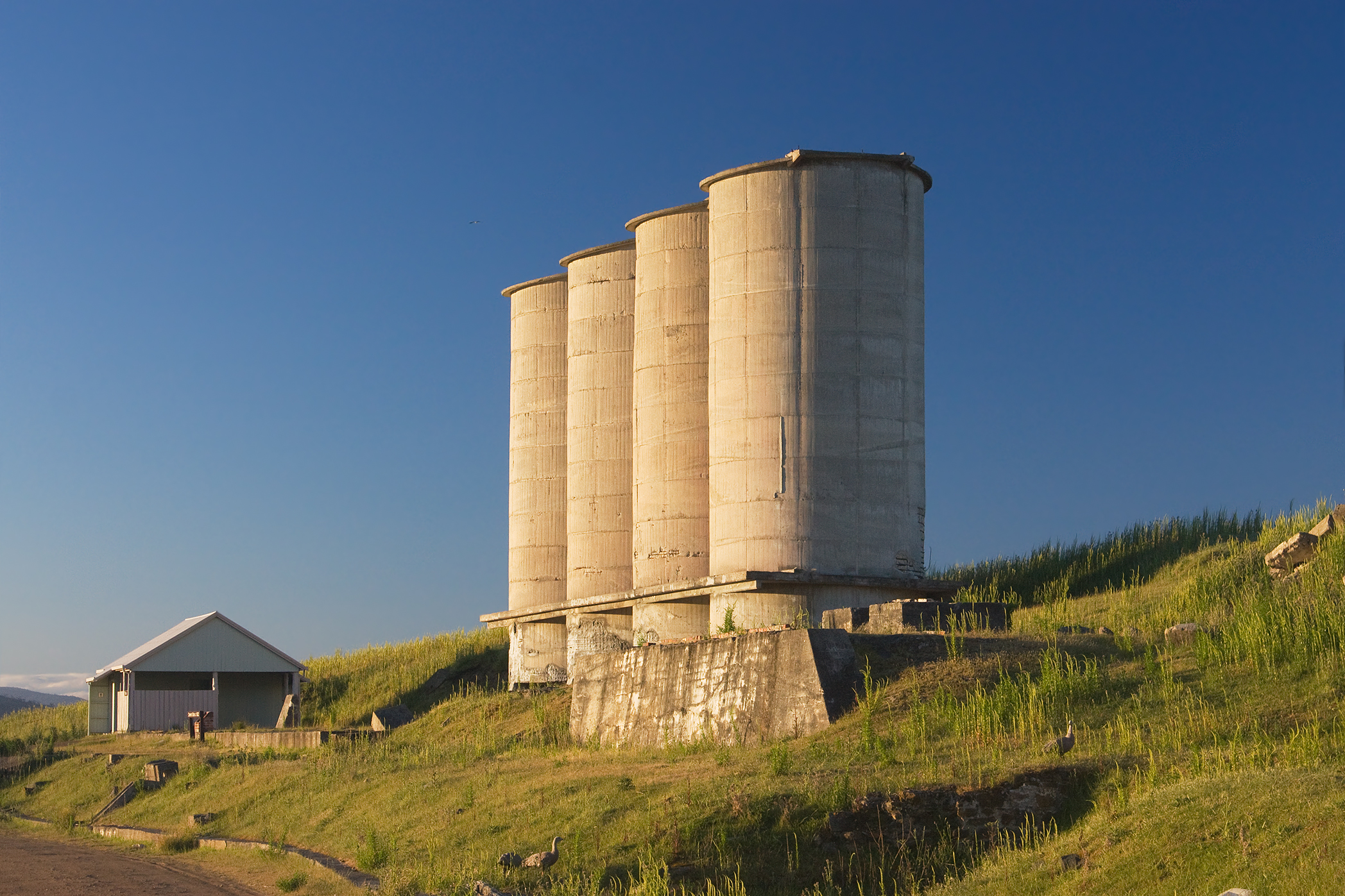
Руины цементного завода (1920-е)
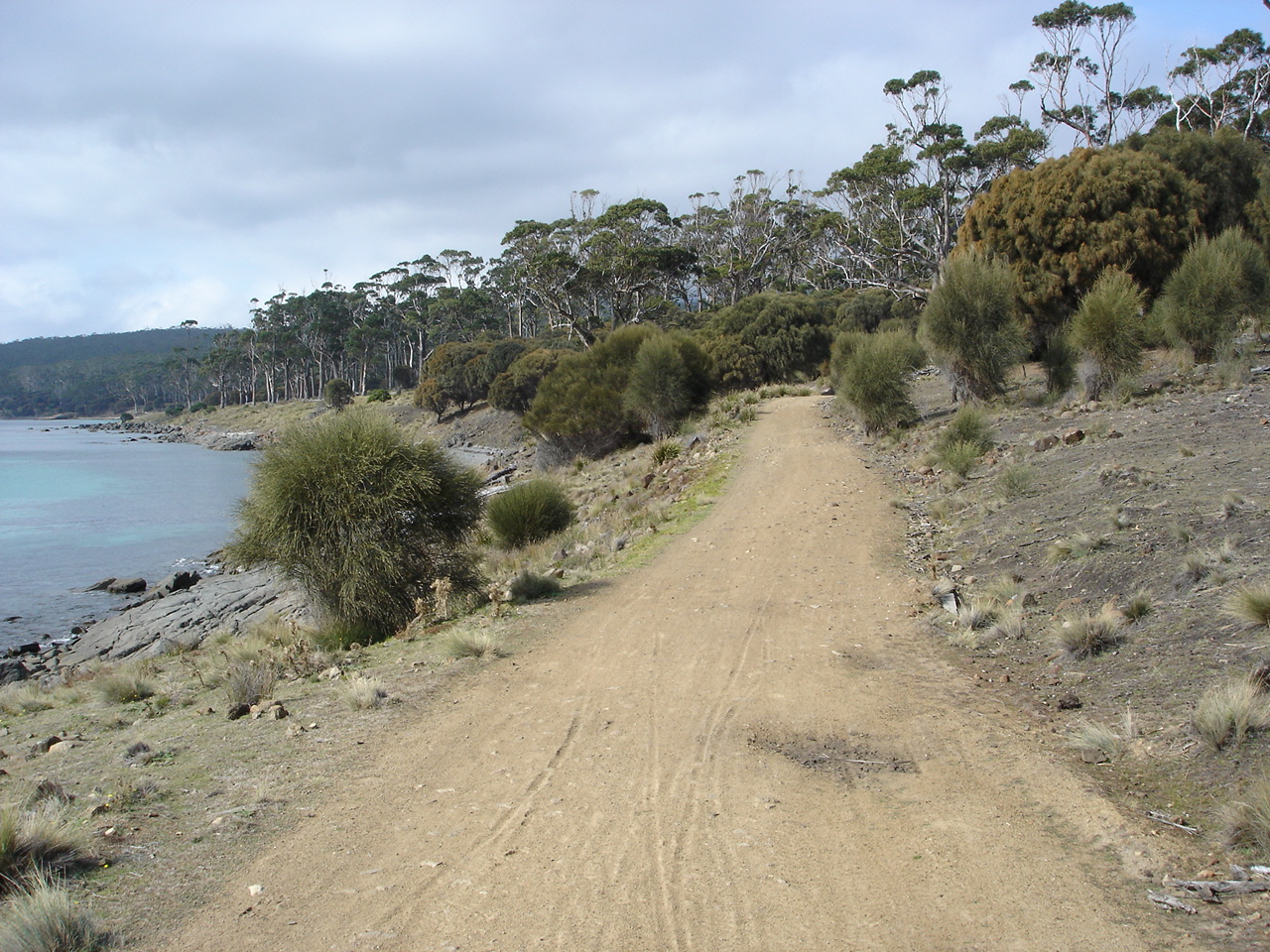
Пеше-велосипедная дорога
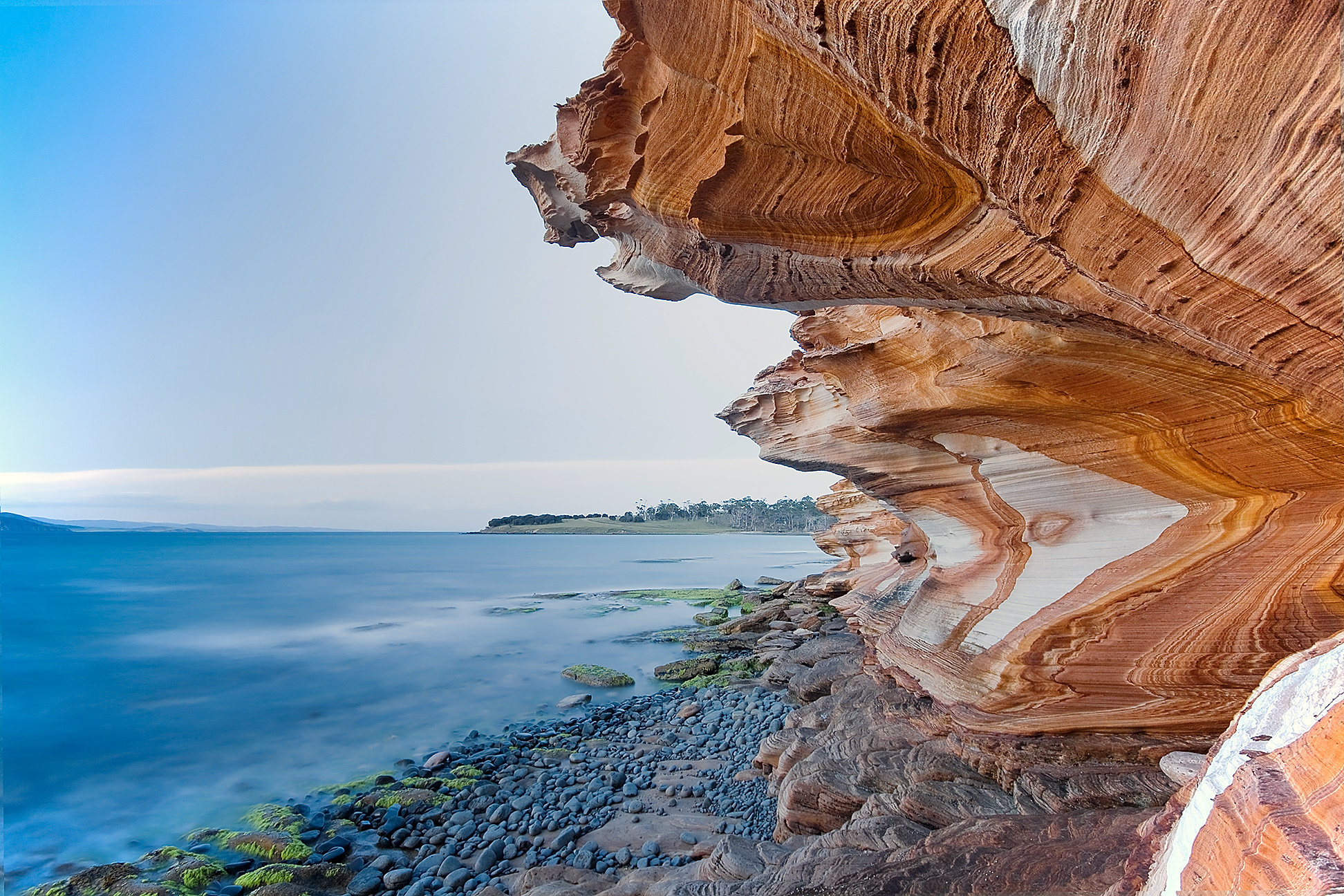
Утёсы побережья